# Wittisheim
Wittisheim é uma comuna francesa na região administrativa de Grande Leste, no departamento Baixo Reno. Estende-se por uma área de 11,49 km². Em 2010 a comuna tinha 2 083 habitantes (densidade: 181,3 hab./km²).